# Szymon Koziatek
 Szymon Koziatek (ur. 1970 w Kromołowie) – generał dywizji Wojska Polskiego, były dowódca 6 Brygady Powietrznodesantowej, od 2019 szef Zarządu Planowania i Programowania Rozwoju Sił Zbrojnych w Sztabie Generalnym Wojska Polskiego, od 2022 dowódca 12 Dywizji Zmechanizowanej.

## Życiorys
Szymon Koziatek jest rodowitym kromołowianinem, tutaj się urodził, wychował, chodził do szkoły. W 1989 podjął studia w Wyższej Szkole Oficerskiej Wojsk Zmechanizowanych we Wrocławiu. W 1993 jako prymus promowany na podporucznika, następnie został skierowany do Bielska-Białej, gdzie objął funkcję dowódcy plutonu szturmowego i dowódcy kompanii szturmowej w 18 batalionie desantowo-szturmowym z 6 Brygady Desantowo-Szturmowej. W 1996 ukończył kurs instruktorów spadochronowych, uzyskując uprawnienia instruktora.
W 1999, w drodze wyróżnienia, został skierowany na studia w Akademii Obrony Narodowej, po ukończeniu których objął w 2001 stanowisko szefa logistyki 25 batalionu dowodzenia z 25 Brygady Kawalerii Powietrznej. Następnie został wyznaczony na oficera operacyjnego w dowództwie 25 BKPow., szefa sztabu 7 batalionu kawalerii powietrznej, szefa sekcji operacyjnej tej brygady i dowódcy 7 batalionu kawalerii powietrznej. Od 18 lipca do 1 lutego 2005 był w ramach III zmiany Polskiego Kontyngentu Wojskowego w Iraku, na stanowisku szefa sztabu Samodzielnej Grupy Powietrzno-Szturmowej, a od 26 lipca 2005 do 2007 w ramach PKW Irak był dowódcą grupy manewrowej. W 2007 powierzono mu stanowisko szefa szkolenia 25 BKPow.
W 2009 ukończył studia podyplomowe w AON na kierunku międzynarodowe stosunki wojskowe. W 2010 skierowany został do Dowództwa Operacyjnego Sił Zbrojnych, gdzie pełnił służbę na stanowisku szefa oddziału, a od 2013 był szefem centrum i szefa połączonego centrum operacyjnego w DOSZ, gdzie był do 30 września 2016. W trakcie służby w DORSZ został skierowany na Podyplomowe Studia Polityki Obronnej w Szkole Sił Zbrojnych w Kanadzie (ang. Royal Military College of Canada) w mieście Kingston, w prowincji Ontario. W 2016 po ukończeniu tych studiów objął stanowisko zastępcy szefa Zarządu Planowania i Programowania Rozwoju Sił Zbrojnych (P5) w Sztabie Generalnym WP.
11 listopada 2017 za zasługi dla obronności kraju został odznaczony przez prezydenta RP Srebrnym Krzyżem Zasługi. 1 marca 2018 został awansowany na stopień generała brygady. Akt mianowania odebrał z rąk prezydenta Rzeczypospolitej Polskiej Andrzeja Dudy w trakcie obchodów Narodowego Dnia Pamięci „Żołnierzy Wyklętych”. Z dniem 2 lipca 2018 objął stanowisko dowódcy 6 Brygady Powietrznodesantowej, którą między innymi przygotował do pełnienia dyżuru w ramach Grupy Bojowej Unii Europejskiej państw Grupy V4, zostając jednocześnie dowódcą tej grupy bojowej. 18 listopada 2019 w obecności sekretarza stanu w Ministerstwie Obrony Narodowej Marka Łapińskiego oraz I zastępcy Dowódcy Generalnego RSZ gen. dyw. pil. Jana Śliwki przekazał obowiązki dowódcy 6 Brygady Powietrznodesantowej.
19 listopada 2019 został skierowany do Warszawy, gdzie objął funkcję szefa Zarządu Planowania i Programowania Rozwoju Sił Zbrojnych (P5) w Sztabie Generalnym Wojska Polskiego. Z dniem 1 października 2022 minister obrony narodowej Mariusz Błaszczak wyznaczył  go na dowódcę 12 Dywizji Zmechanizowanej.
Instruktor spadochronowy klasy mistrzowskiej, wykonał ponad 500 skoków ze spadochronem. Pasjonat kolarstwa amatorskiego, uczestnik maratonów szosowych na kilkusetkilometrowych dystansach, w tym Puchar Polski w Szosowych Maratonach Rowerowych, który zdobywając kilkakrotnie odniósł zwycięstwo open w całym cyklu. Postanowieniem Prezydenta RP został mianowany z dniem 14 sierpnia 2023 roku na stopień generała dywizji.

## Awanse[4][11]
- podporucznik – 1994
- porucznik
- kapitan
- major
- podpułkownik
- pułkownik

- generał brygady – 1 marca 2018[23]
- generał dywizji – 14 sierpnia 2023[24]

## Ordery, odznaczenia i wyróżnienia[25][26]
- Srebrny Krzyż Zasługi – 2017
- Srebrny Medal za Długoletnią Służbę
- Gwiazda Iraku
- Odznaka Honorowa Wojsk Lądowych
- Medal Pamiątkowy Wielonarodowej Dywizji Centrum-Południe w Iraku
- Medal Stulecia Odzyskanej Niepodległości
- Odznaka okolicznościowa „Medal 100-lecia ustanowienia SG WP”
- Odznaka Skoczka Spadochronowego Wojsk Powietrznodesantowych – 1993
- Odznaka pamiątkowa 7 batalionu kawalerii powietrznej – 2005 ex officio
- Odznaka pamiątkowa 6 Brygady Powietrznodesantowej – 2018 ex officio
- Odznaka pamiątkowa 12 Dywizji Zmechanizowanej – 2022 ex officio

i inne.